# Rimóc
Rimóc là một thị trấn thuộc hạt Nógrád, Hungary. Thị trấn này có diện tích 29,26 km², dân số năm 2010 là 1807 người, mật độ 62 người/km².